# Appuntamento con l'assassino
Appuntamento con l'assassino (L'Agression) è un film del 1975 diretto da Gérard Pirès.

## Trama
Il commerciante Paul Varlin, con la moglie Hélène e la loro figlia decenne Patty, viaggia in auto verso il luogo delle loro vacanze. Facendo benzina presso un distributore, Paul viene a diverbio con una banda di motociclisti. Ripartita dopo il pieno, la famiglia in auto viene fatta segno di provocazioni dalla banda, finché non si verifica un incidente, nel quale Paul perde conoscenza: quando si risveglia, scopre che moglie e figlia sono state violentate ed uccise. Convinto che gli autori del massacro siano i motociclisti e poco fiducioso nell'azione lenta e burocratica della polizia e della Magistratura, sviate anche da una testimonianza ambigua di Jean-Charles Sauguet, che fornisce un alibi ai motociclisti, Paul decide di farsi giustizia da sé. Nella ricerca dei colpevoli si aggiunge a lui, senza molto entusiasmo, l'affascinante cognata Sarah, il cui scopo principale pare sia quello di portarsi a letto lo stesso Paul. Così, individuati i motociclisti e scoperto che Jean-Charles Sauguet ha fornito loro un falso alibi in cambio di un favore, Paul decide di farsi giustizia da sé e si provvede di un grosso fucile a pompa; armato di questo, e relative munizioni, si reca all'appuntamento con i presunti assassini, combinato dallo stesso Jean-Charles Sauguet, al quale Paul ha minacciato di rivelare alla moglie un tradimento di cui lui è venuto a conoscenza. Ma le cose non vanno del tutto lisce e all'ultimo momento Paul scopre che il crimine contro la sua famiglia non è stato commesso dalla banda di motociclisti.